# 小笠原一憲
小笠原 一憲（おがさわら かずのり、1947年（昭和22年） - ）は、旧唐津藩主小笠原家の16代当主で、現在は不動産会社を経営する実業家である。当主として「長則」の号を持っている。

## 概要
14代当主・子爵小笠原長生の二男で俳優の小笠原長英（小笠原章二郎）の子。15代当主小笠原長勝は叔父（父の弟）にあたる。小笠原家が創設した唐津出身者向けの学生寮「久敬社塾」（神奈川県川崎市麻生区）の名誉顧問を務める。

## 経歴
高校卒業後は東京都内の不動産会社に就職。後に独立し、狛江市に不動産会社「エスペランスホーム」を設立し、社長に就く。地元の宅建協会や商工会の役員などを歴任している。本人によると、実父の勘当の件などから小笠原家の家系を意識したことは少なかったという。祖父の長生の跡を継いでいた叔父の長勝が亡くなり、その夫人から託される形で2002年に当主に就任している。